# Abbaye impériale

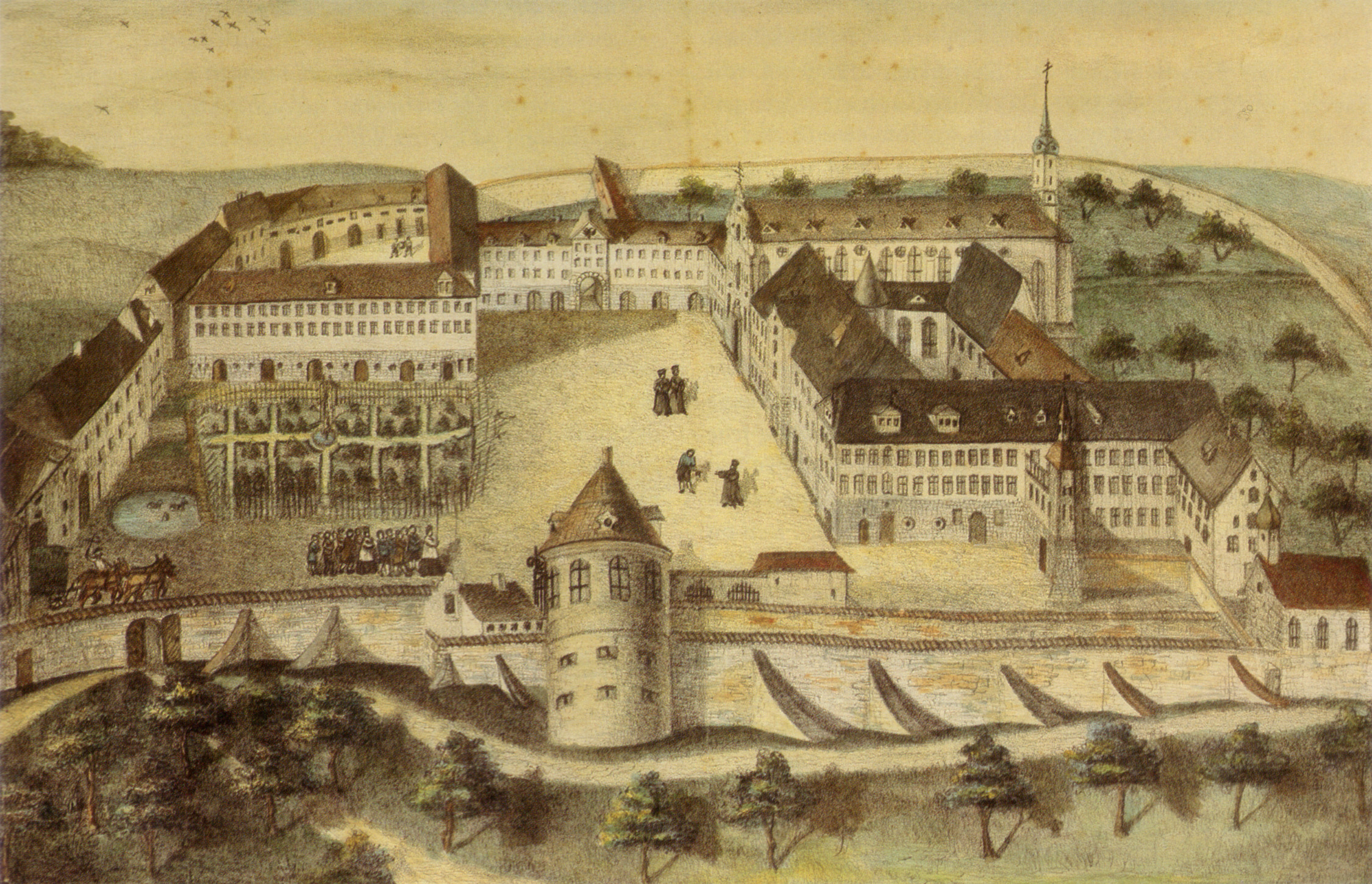
L'abbaye impériale d'Elchingen au XVIIIe siècle.

Une abbaye impériale désigne généralement une abbaye ou autre communauté religieuse du Saint-Empire romain germanique qui bénéficiait de l'immédiateté impériale, c'est-à-dire qu'ils relevaient directement de l'empereur (ou du roi des Romains) et de ce fait n'étaient pas assujettis au pouvoir temporel d'un seigneur local. Comparables aux princes-évêques, les prélats impériaux (abbés et abbesses, prévôts et prieurs) étaient représentés au banc ecclesiastique de la Diète d'Empire. 

## Les particularités des abbayes impériales
En conférant l'immédiateté impériale, l'empereur ou le roi des Romains accordait à un établissement religieux influent (le plus souvent une abbaye bénédictine) un ensemble de privilèges et libertés correspondant de facto à une semi-indépendance à l'encontre des seigneurs locaux. Dès lors, les prélats ne relevaient plus que de l'autorité temporelle de l'empereur exerçant la supériorité territoriale sur leurs possessions en tant qu'États impériaux. En allemand, on parle alors de « Reichsabtei ». En contrepartie, l'abbaye devait, comme tout autre État immédiat, une assistance financière et militaire à l'autorité impériale. 
D'autre part, les prélats impériaux obtenaient un siège à la Diète d'Empire, sorte de parlement du Saint-Empire. Ils y étaient regroupés en deux bancs ecclésiastiques, un souabe et un rhénan, possédant une voix collective, à l'exclusion des plus influents, sept princes-abbés (Füstäbte) et trois princes-prévôts (Fürstpröpste) qui siégeaient au collège des princes à titre personnel possédant une voix virile. 
Quelques-unes des abbayes impériales les plus importants ont été créées sur le territoire de l'ancien duché de Souabe après sa dissolution définitive avec l'extinction de la dynastie des Hohenstaufen au XIIIe siècle. Au début des temps modernes, la matricule d'Empire arrêtée à la diète de Worms en 1521 recense 83 prélats impériaux. Pour certaines abbayes, l'immédiateté impériale a été contestée. D'autres abbayes l'ont perdue par des médiatisations, des sécularisations et des cessions territoriales au fil des siècles. Les dernières ont été supprimées en faveur des princes laïques au cours du Recès d'Empire en 1803.

## Liste des principales abbayes impériales

### En Allemagne
- abbaye de Baindt
- prévôté de Berchtesgaden - prévôté princière
- abbaye de Buchau
- abbaye de Burtscheid
- abbaye de Comburg
- abbaye de Corvey - abbaye princière
- abbaye d'Elchingen
- prévôté d'Ellwangen - prévôté princière
- abbaye d'Elten
- abbaye d'Essen
- abbaye de Frauenchiemsee
- abbaye de Fulda - abbaye princière, puis l'évêché de Fulda
- abbaye de Gandersheim
- abbaye de Gengenbach
- abbaye de Gernrode
- abbaye de Gutenzell
- abbaye de Heggbach
- abbaye de Herford
- abbaye de Herrenalb
- abbaye de Hersfeld
- abbaye d'Irsee
- abbaye de Kaisheim
- abbaye de Kempten - abbaye princière
- abbaye de Kornelimünster
- abbaye de Lindau
- abbaye de Lorsch
- abbaye de Marchtal
- abbaye de Maulbronn
- abbaye de Neresheim
- abbaye de Niedermünster
- abbaye d'Ochsenhausen
- abbaye d'Ottobeuren
- abbaye de Petershausen
- abbaye de Prüfening
- abbaye de Prüm - abbaye princière, en union personnelle avec l'électorat de Trèves
- abbaye de Quedlinbourg
- abbaye de Reichenau - abbaye princière, prieuré de l'évêché de Constance
- abbaye de Roggenburg
- abbaye de Roth
- abbaye de Rottenmünster
- abbaye Saint-Blaise
- abbaye Saint-Emmeran
- abbaye Saint-Georges d'Isny
- abbaye Saint-Ulrich-et-Sainte-Afre d'Augsbourg
- abbaye de Salem
- abbaye de Schussenried
- abbaye de Schuttern
- abbaye de Söflingen
- abbaye d'Ursberg
- abbaye de Waldsassen
- abbaye de Weingarten
- abbaye de Weissenau
- abbaye de Werden
- abbaye de Wettenhausen
- abbaye de Zwiefalten

### En France
- abbaye d'Andlau
- abbaye de Baume-les-Messieurs
- abbaye de Marmoutier
- abbaye de Munster
- abbaye de Murbach et de Lure - abbaye princière
- abbaye de Remiremont
- prévôté de Wissembourg - prévôté princière, en union personnelle avec l'évêché de Spire

### En Suisse
- abbaye de Disentis
- abbaye d'Einsiedeln
- abbaye de Fraumünster
- abbaye de Kreuzlingen
- abbaye de Muri
- abbaye de Saint-Gall
- abbaye de Schänis

### En Autriche
- abbaye de Göss
- abbaye de Mondsee

### En Belgique
- abbaye de Stavelot-Malmedy - abbaye princière

### Aux Pays-Bas
- abbaye de Thorn

### Au Luxembourg
- abbaye d'Echternach